# Шхонебек, Адриан
Адриа́н Шхонебе́к, Схонебек (нидерл. Adriaan Schoonebeek или Schoonebeck; 1661—1705) — голландский гравёр, первый из мастеров офорта и гравюры резцом на меди, приглашённых царём Петром I в Россию. Техника и стиль работы Шхонебека оказали значительное влияние на развитие русской школы гравюры на металле.

## Биография
Адриан Шхонебек родился в Роттердаме в 1661 году. С 1676 по 1679 год учился у амстердамского гравёра Ромейна де Хоге.
В 1698 году по приглашению Петра I приехал в Россию, работал в Гравировальной мастерской Оружейной палаты в Москве. Шхонебек был учителем русских гравёров, братьев Алексея Фёдоровича и Ивана Фёдоровича Зубовых, Петра Леонтьевича Бунина и Василия Томилова.
В гравировальной мастерской, которой руководил А. Шхонебек, скорее всего, получил начальное художественное образование знаменитый портретист петровской эпохи Иван Никитин. Пасынком Шхонебека был другой голландский гравёр, также работавший в России — Питер Пикарт.
Помимо гравюр-ведут А. Шхонебек гравировал книжные иллюстрации и географические карты. В их числе:
- Карты устья Северной Двины[11].
- «Географический чертёж Ижорской земли» (ок. 1705)[12].

Широко известны гравюры Адриана Шхонебека с изображением линейного корабля «Гото Предестинация», которые были созданы по указу Петра I в 1701 году. В своей работе художник пользовался чертежами этого корабля. При восстановлении чертежей корабля гравюры Шхонебека использовались как один из основных источников информации.

## Офорты А. Шхонебека

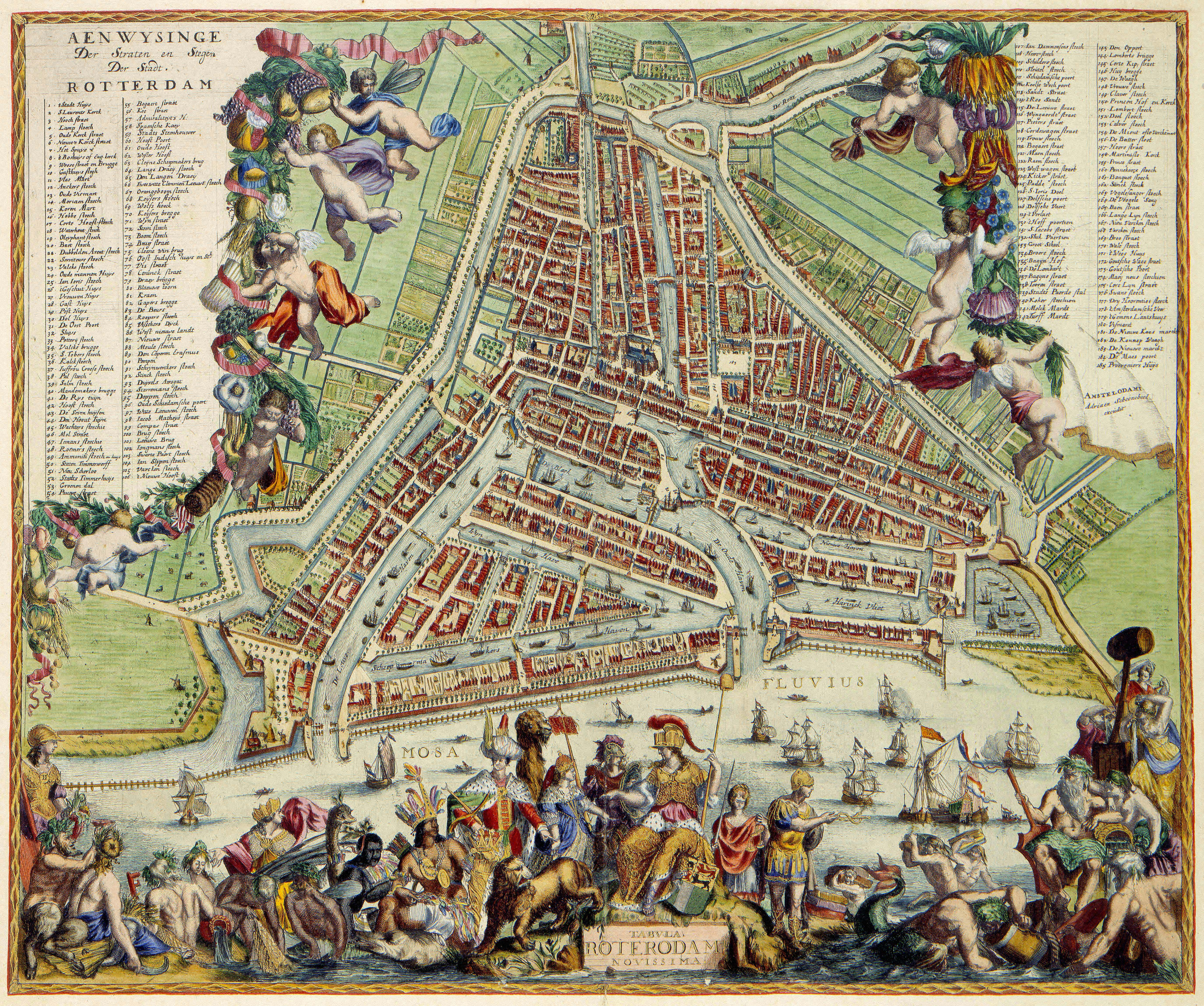
Карта Роттердама. 1689. Раскраска акварелью
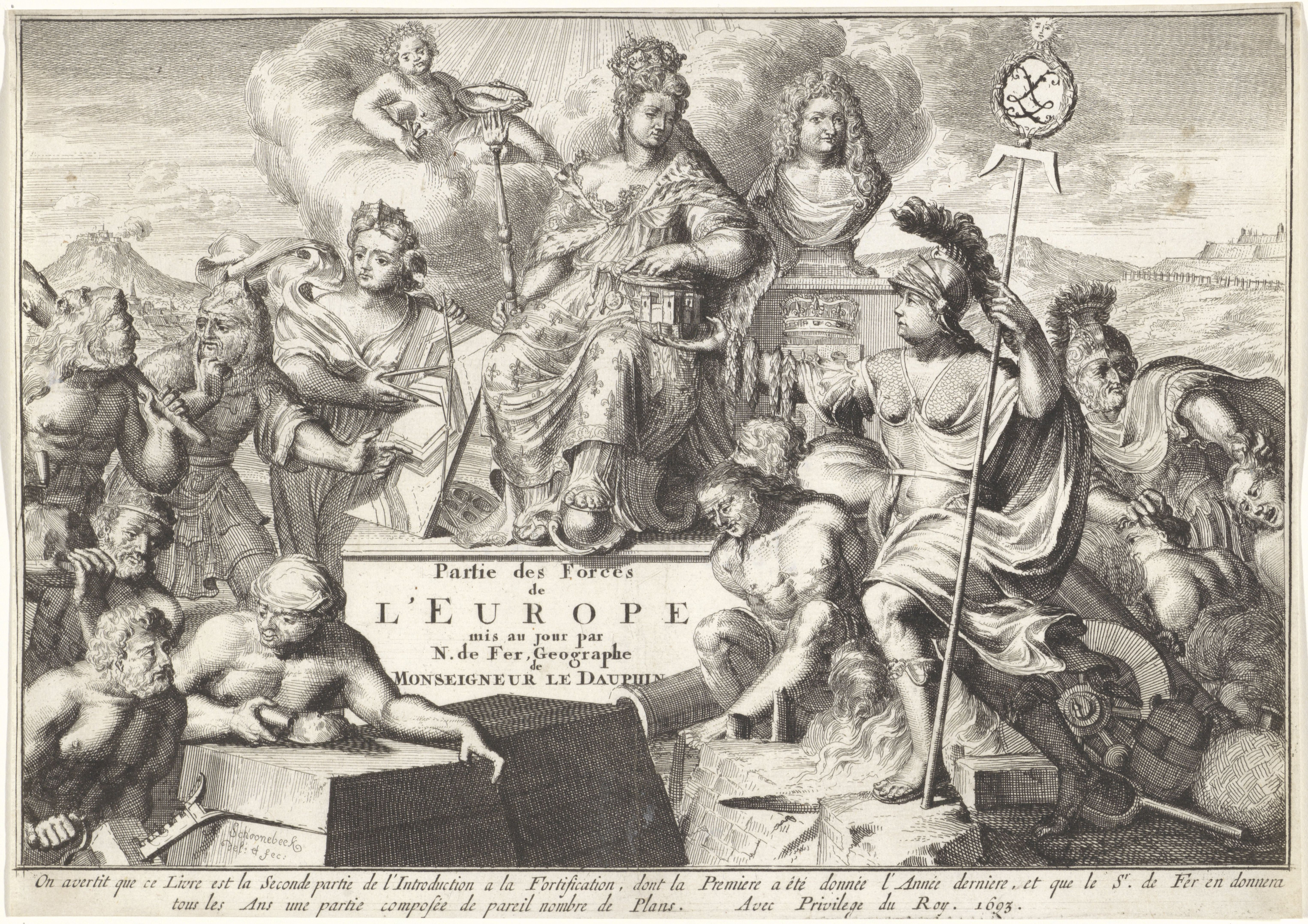
Аллегория побед французской армии в Европе. Титульный лист издания Николя де Фера «Силы Европы». 1693-1697
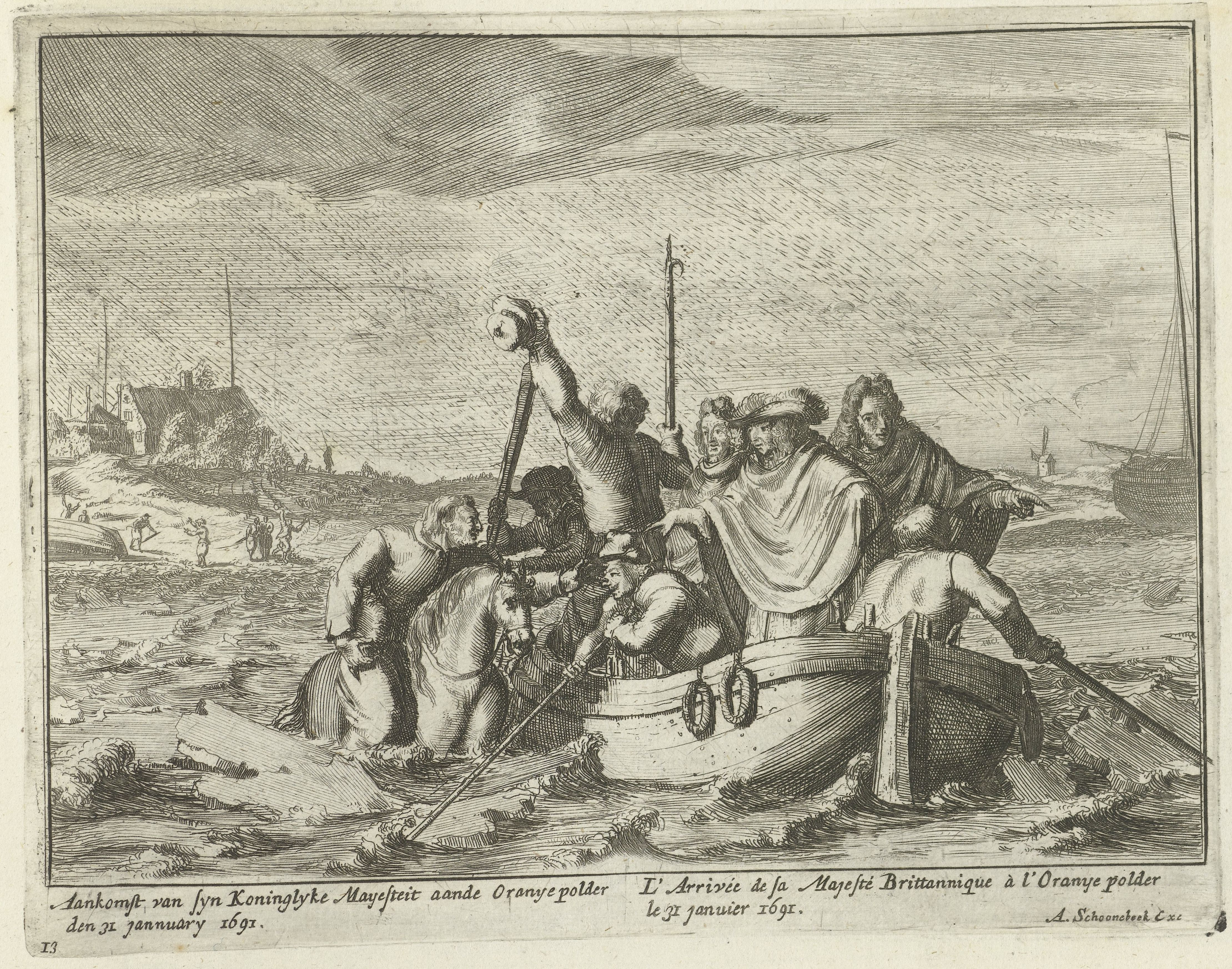
Прибытие короля Вильгельма III в Ораньеполдер в Южной Голландии, 31 января 1691 года. 1691
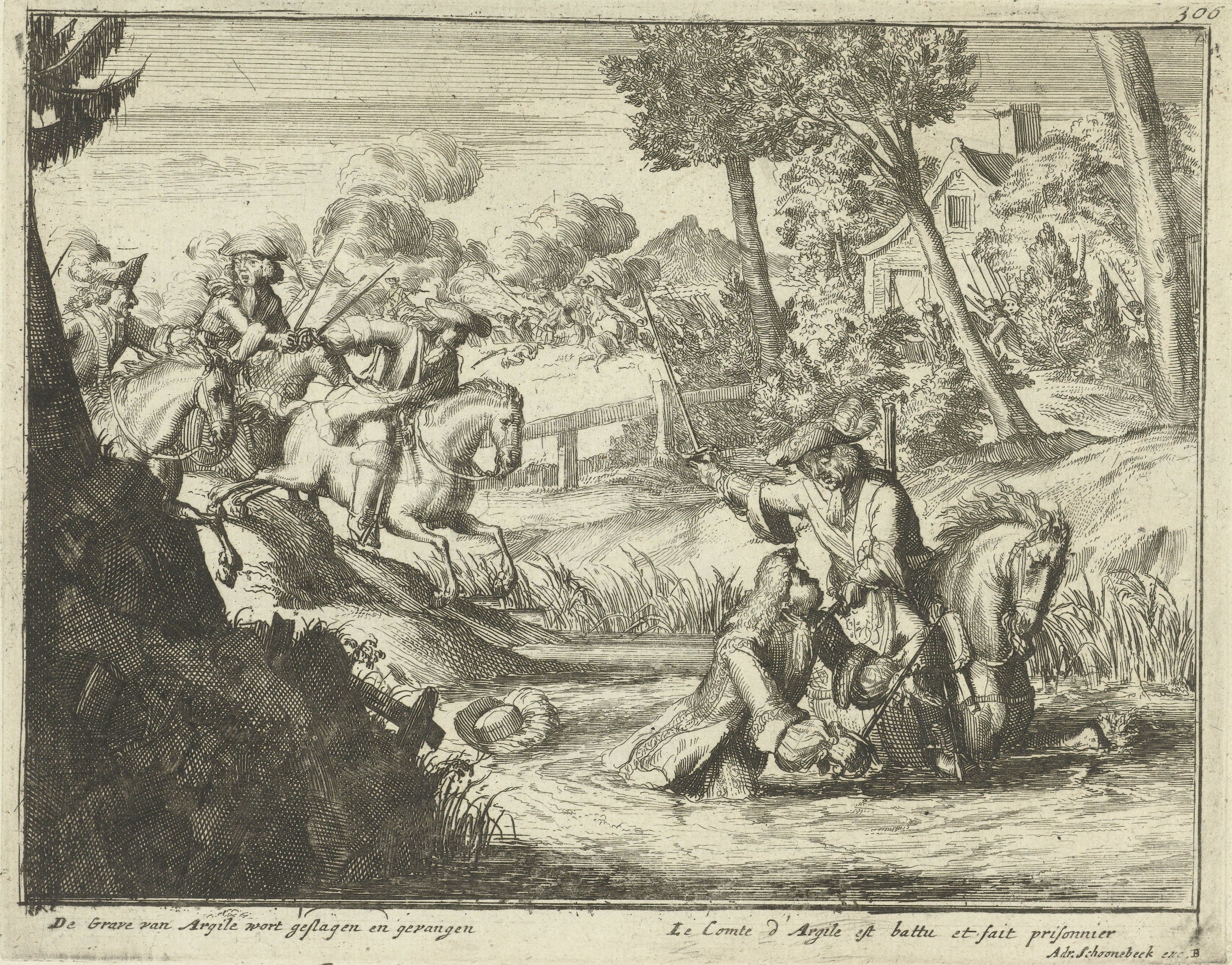
Захват Арчибальда Кэмпбелла, второго маркиза и девятого графа Аргайлла в Инчиннане 19 июня 1685 года. 1689
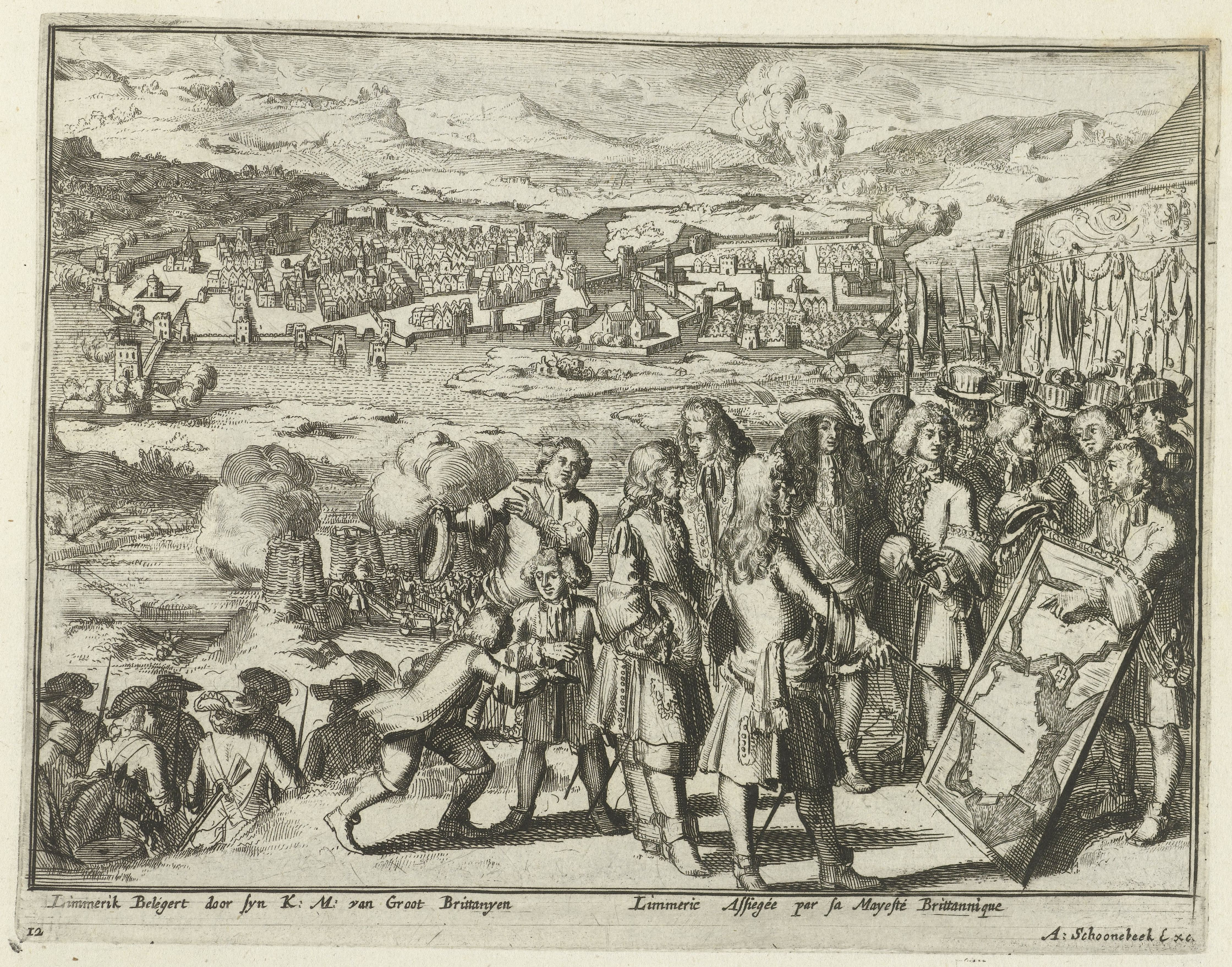
Осада Лимерика армией короля Вильгельма III в 1690 году. 1691
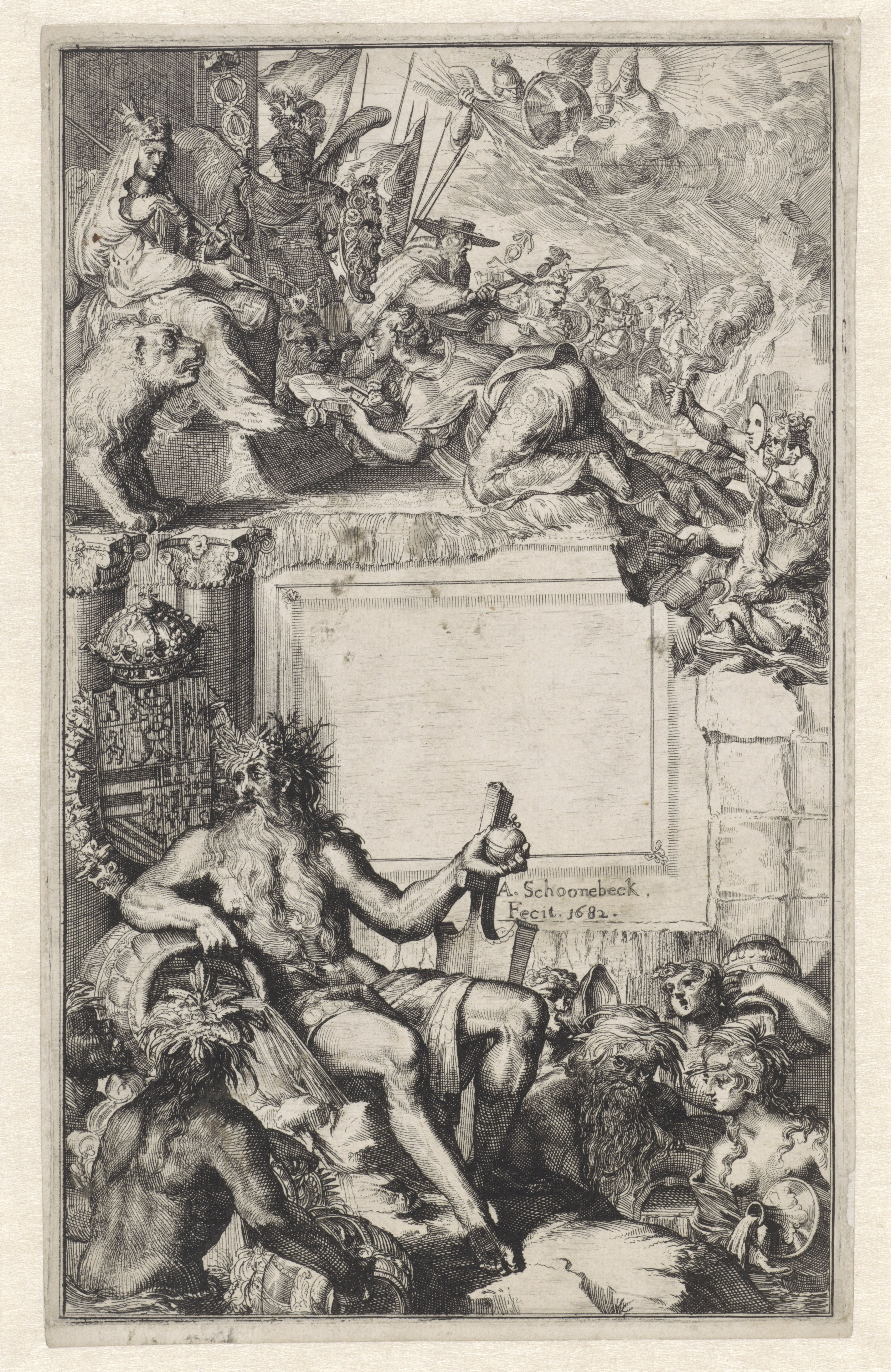
Аллегория христианской веры. 1682
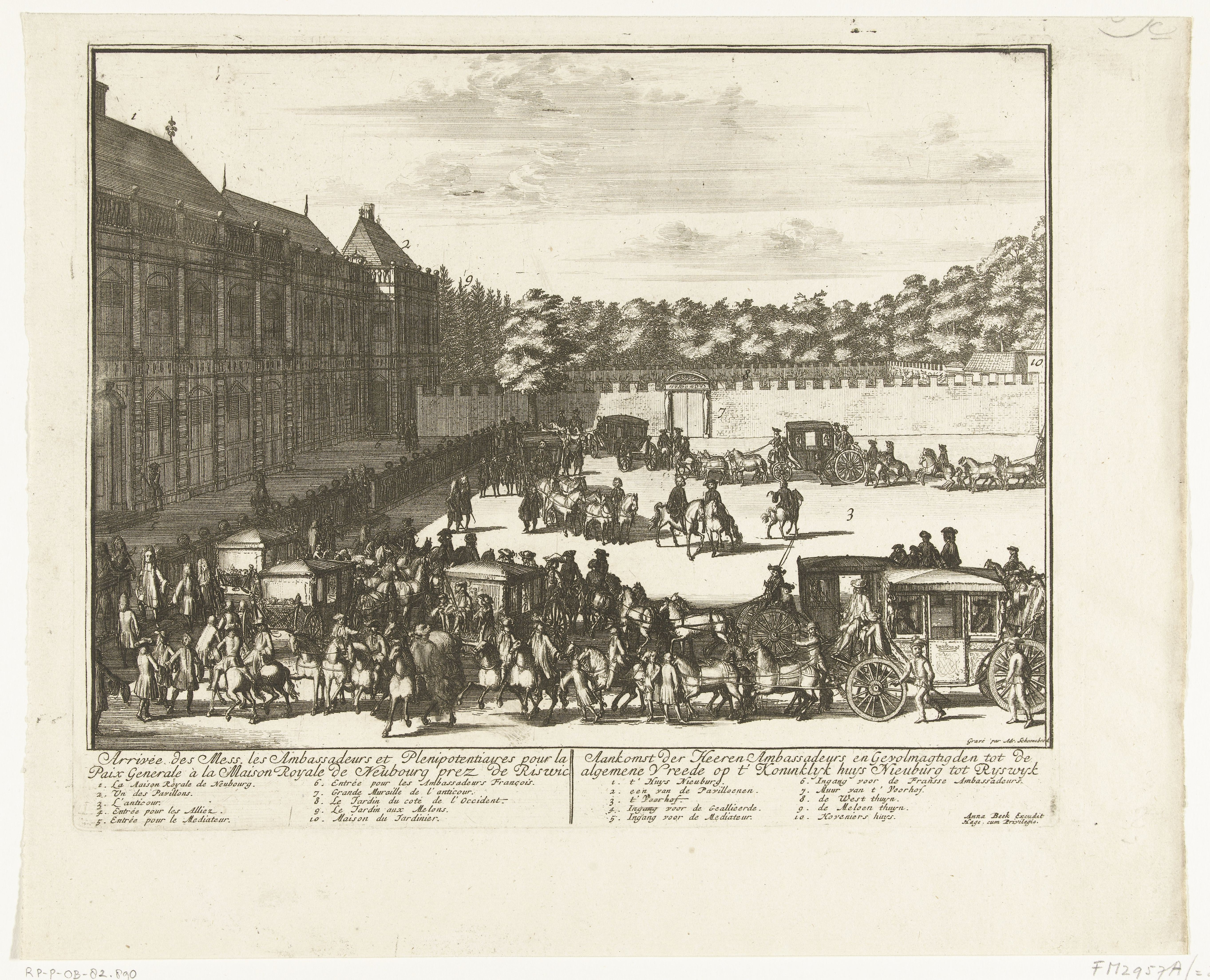
Прибытие послов в Рейсвейк в 1697 году
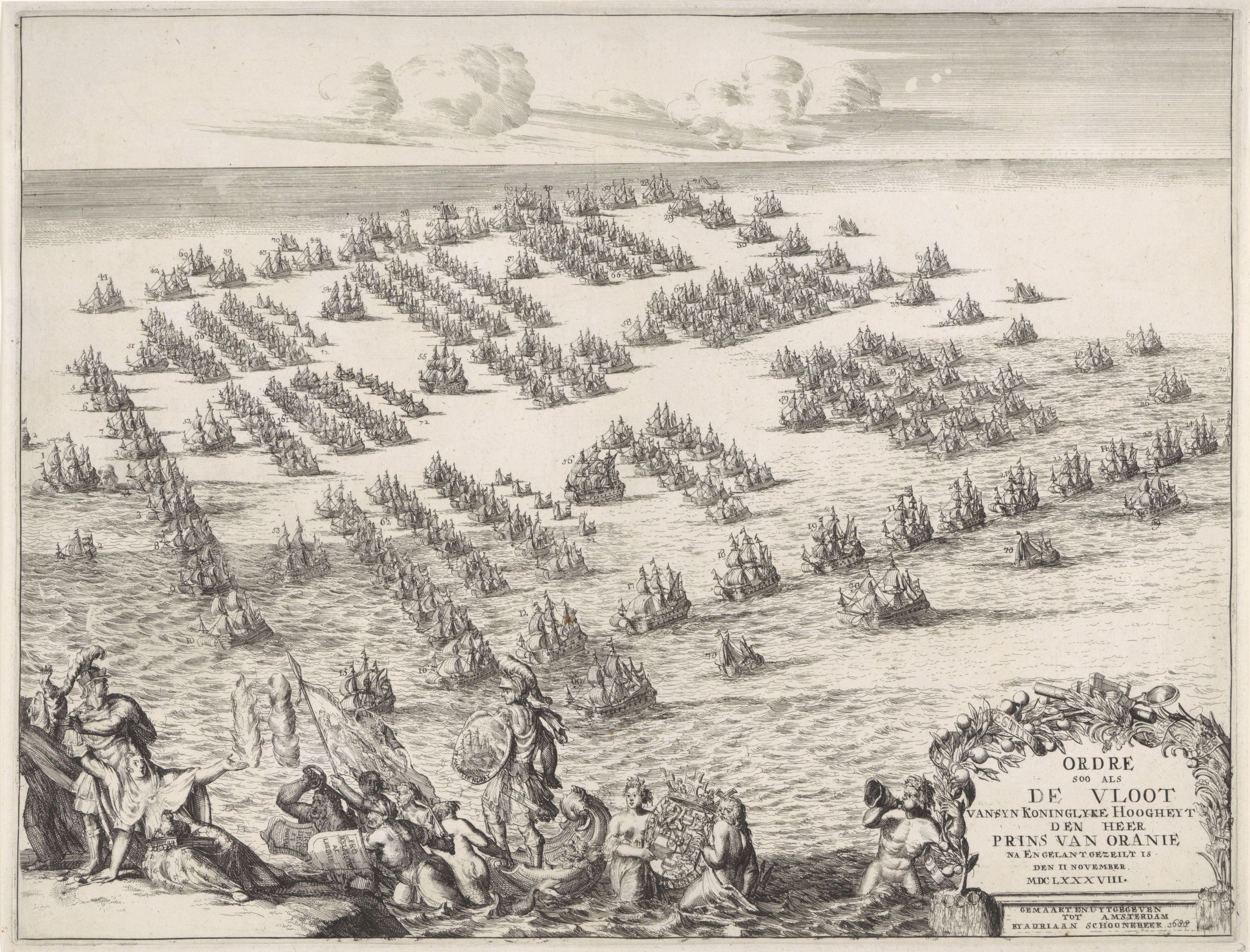
Формирование флота, с которым Вильгельм III отплыл в Англию. 1688

## Офорты А. Шхонебека в России

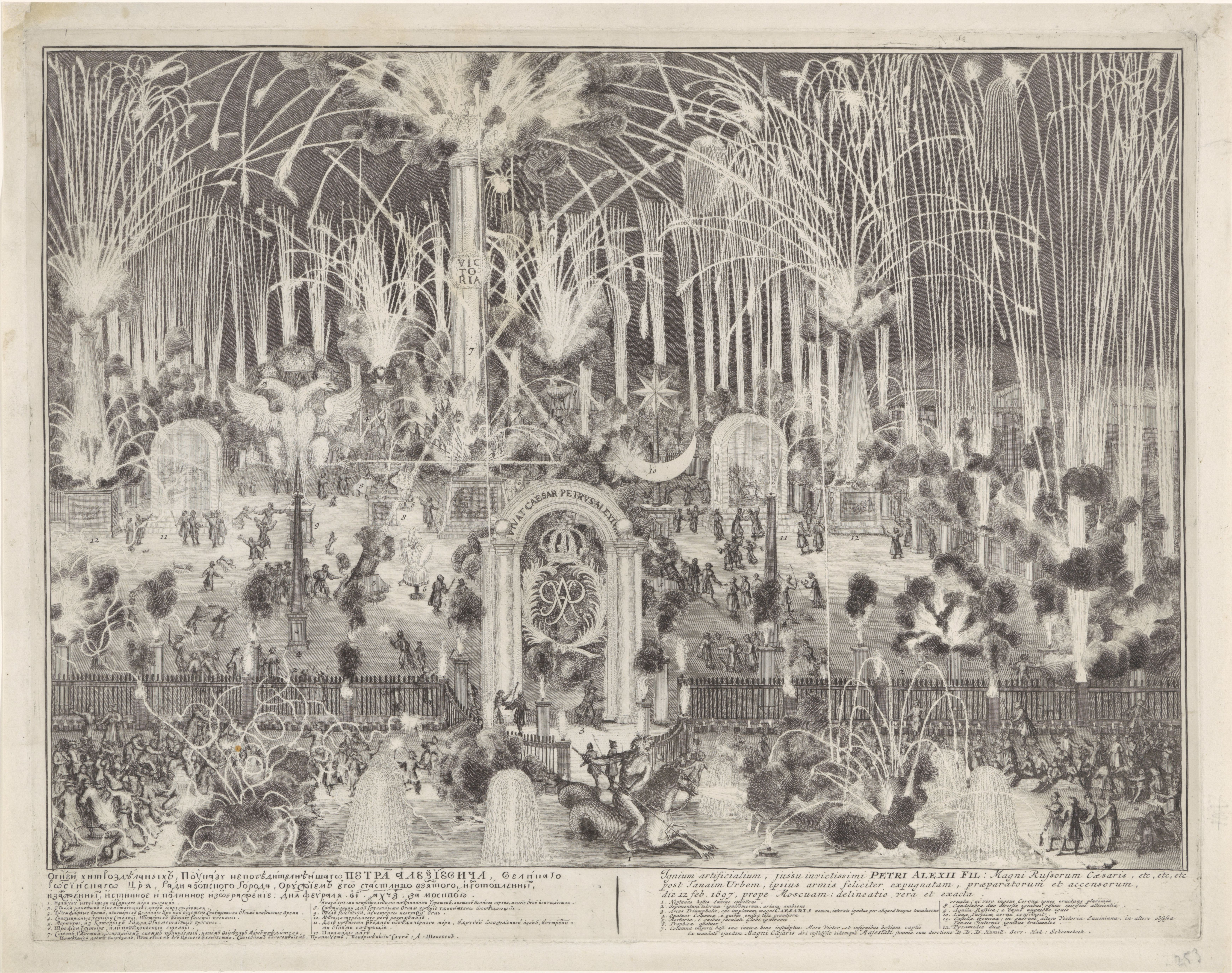
Фейерверк 12 февраля 1697 года по случаю взятия Азова. Между 1697 и 1699
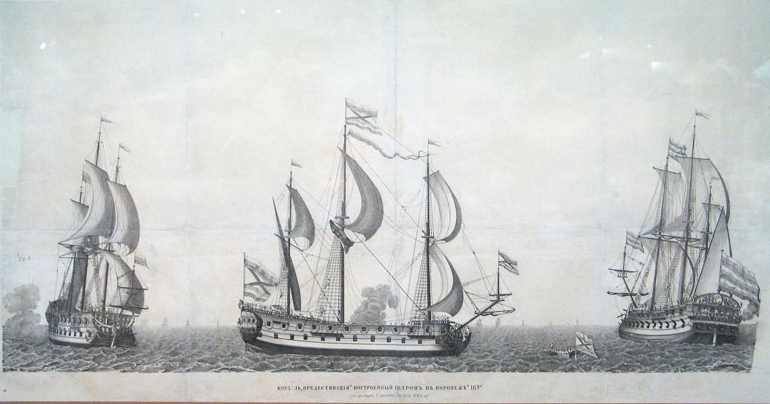
Корабль «Гото Предестинация»
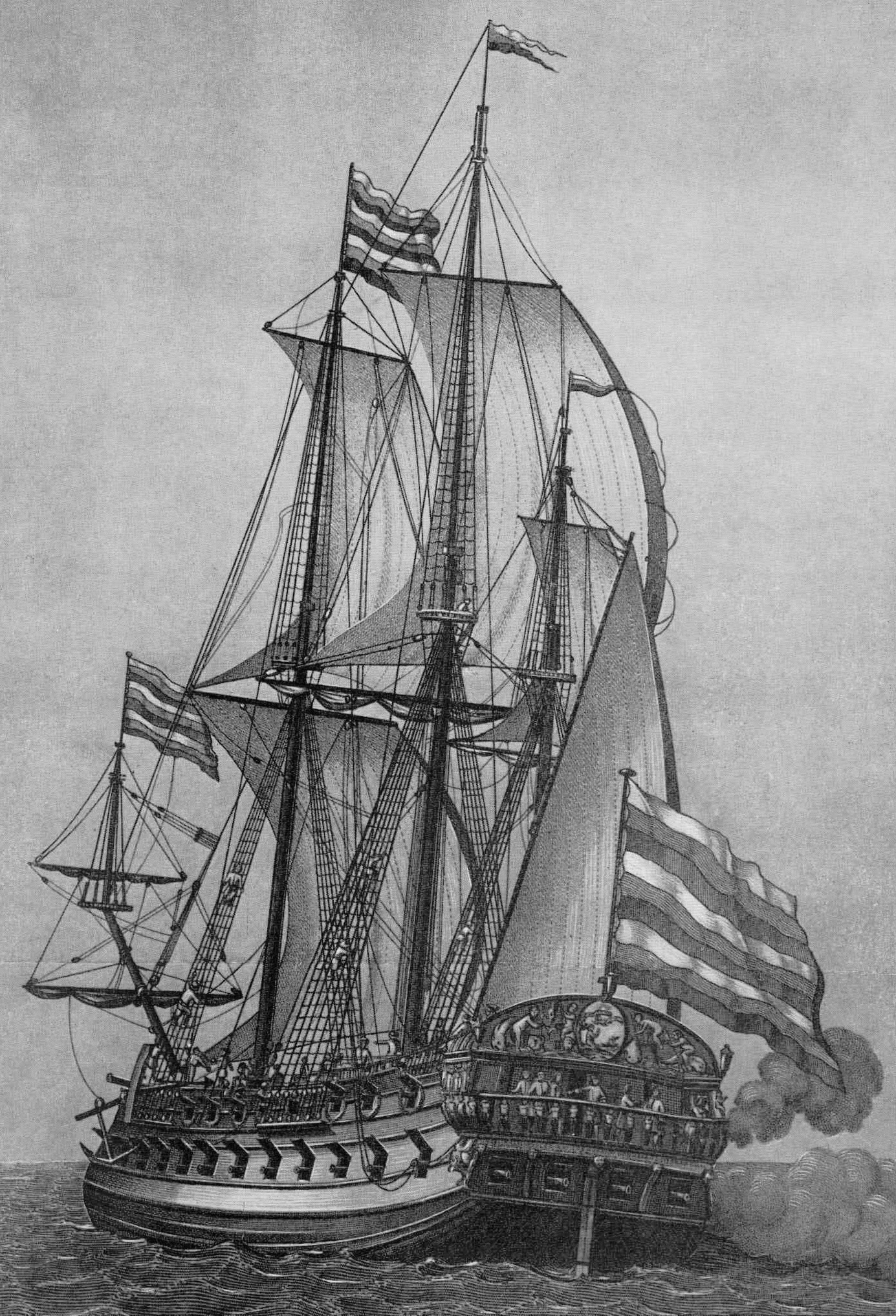
Корабль «Гото Предестинация» (деталь)
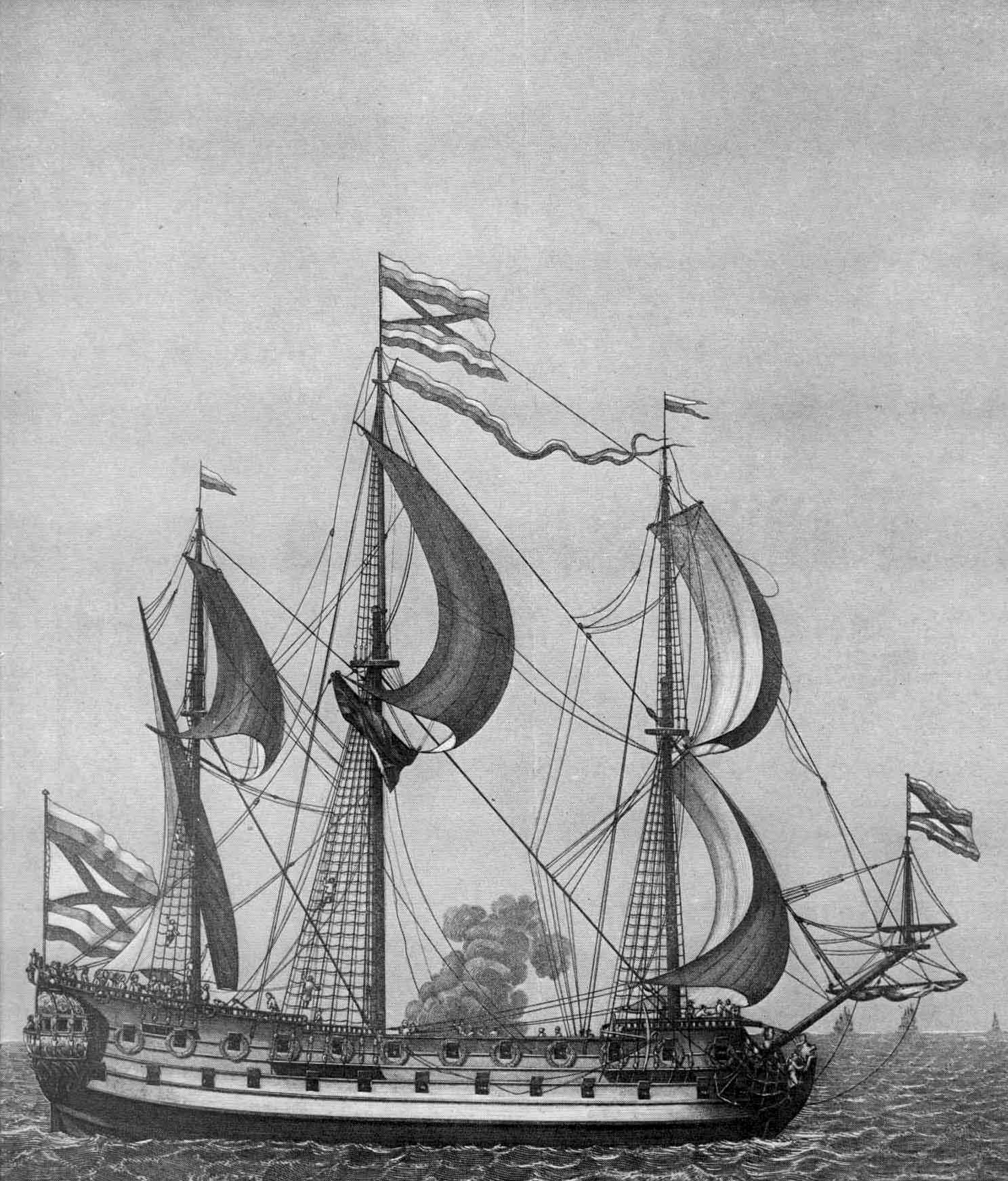
Корабль «Гото Предестинация» (деталь)
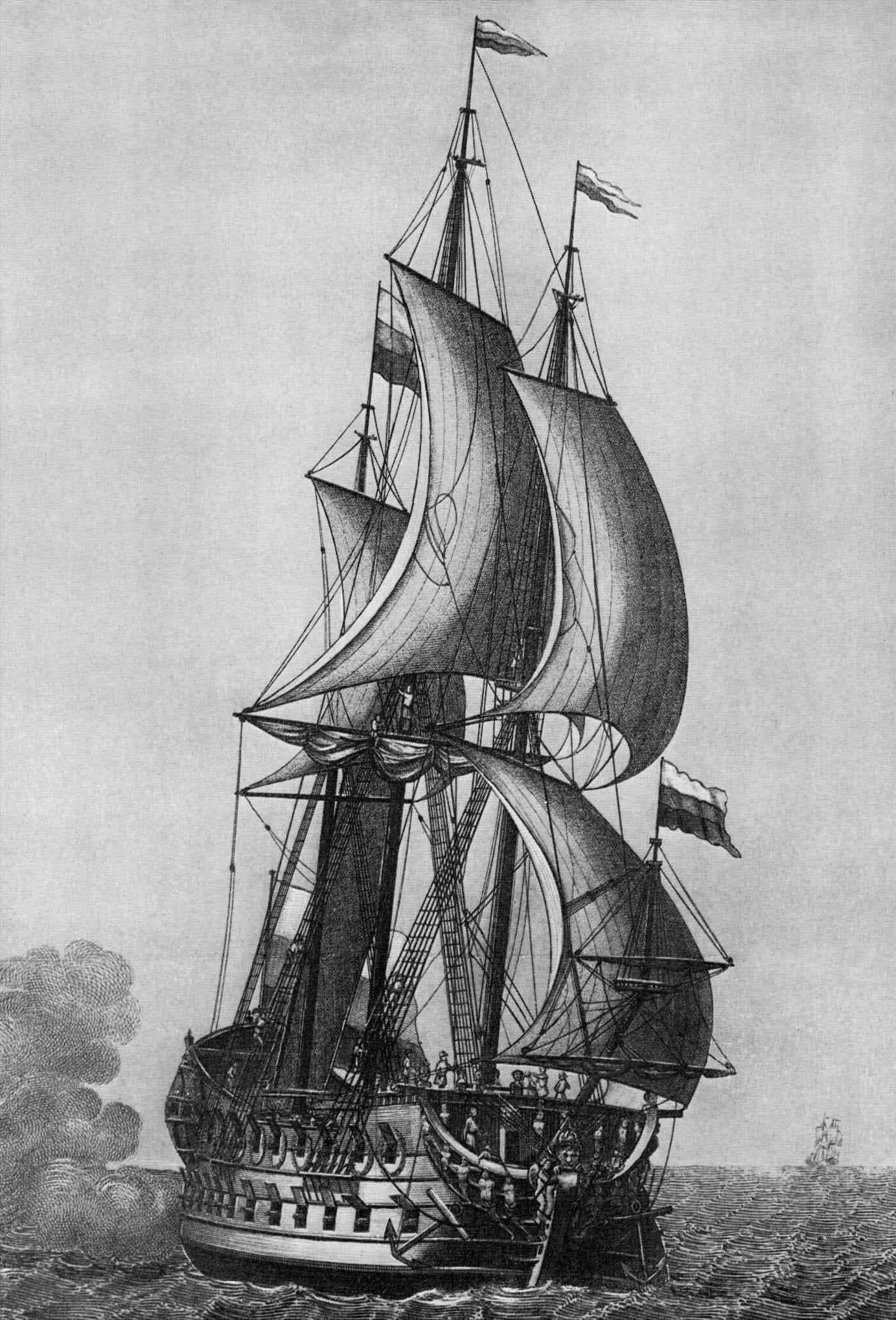
Корабль «Гото Предестинация» (деталь)
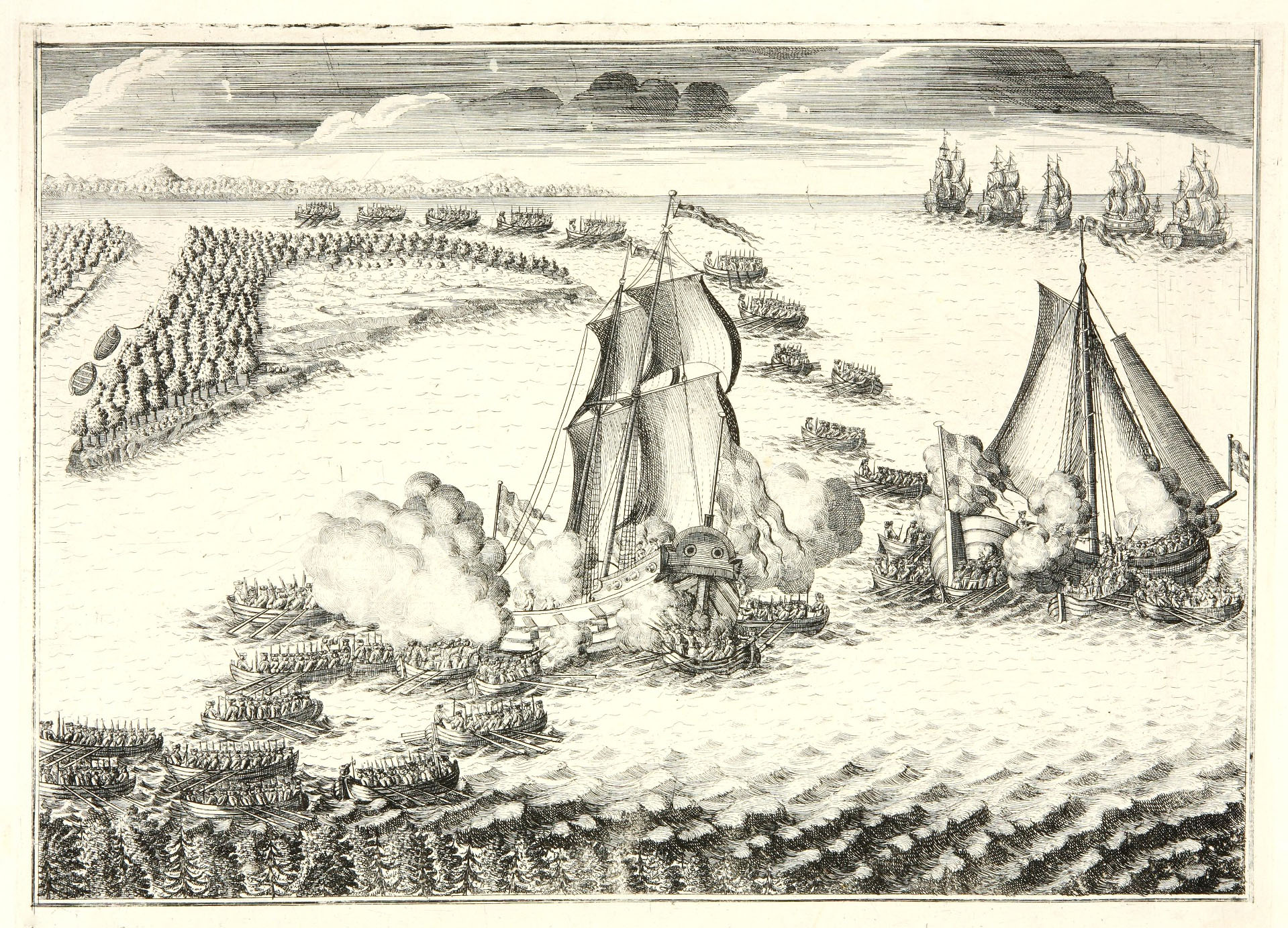
Взятие шведских судов «Астрильд» и «Гедан» на невском взморье в ночь с 6 на 7 мая 1703 года. По рисунку П. Пикарта. Между 1703 и 1705
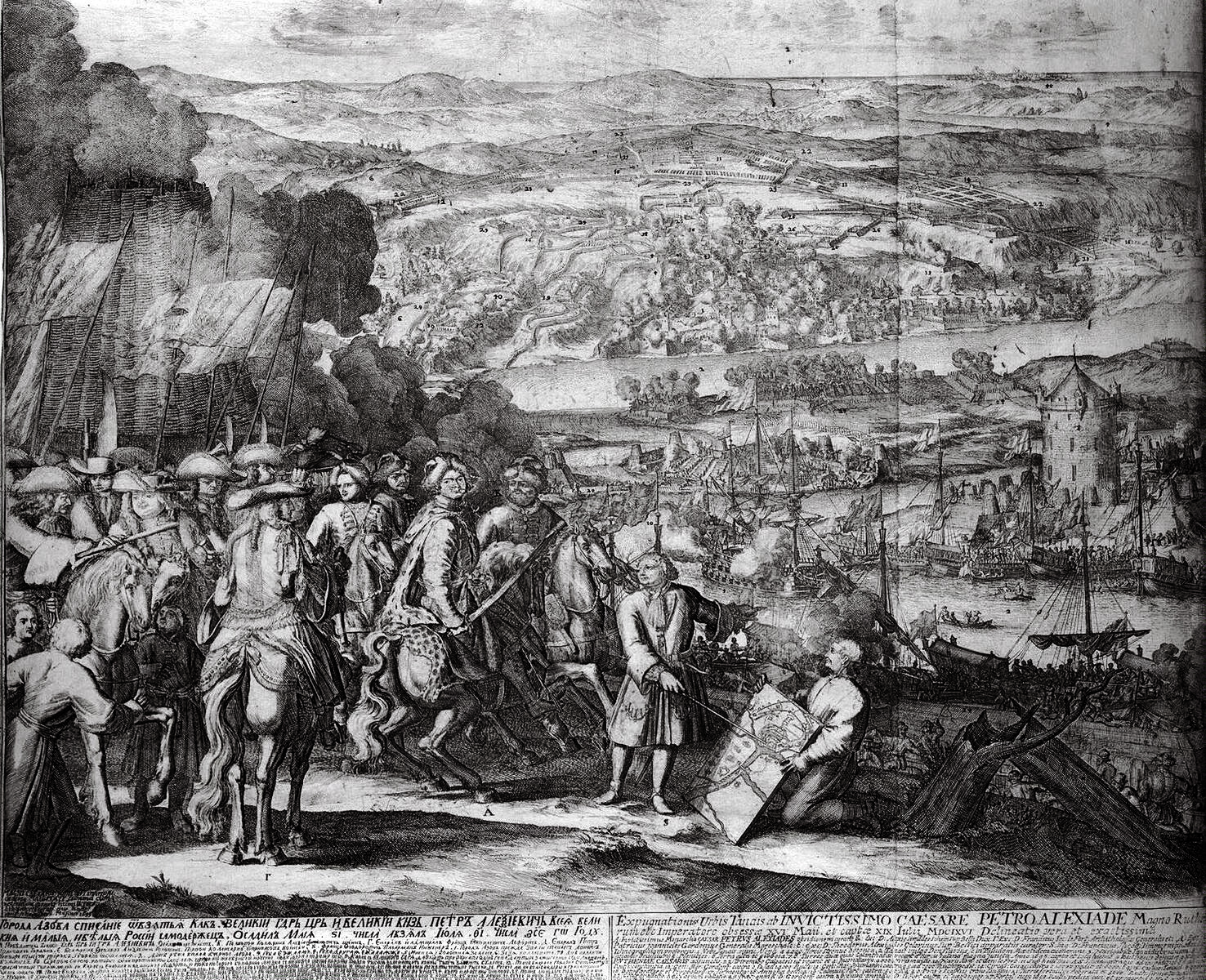
Осада Азова в 1696 году. 1699
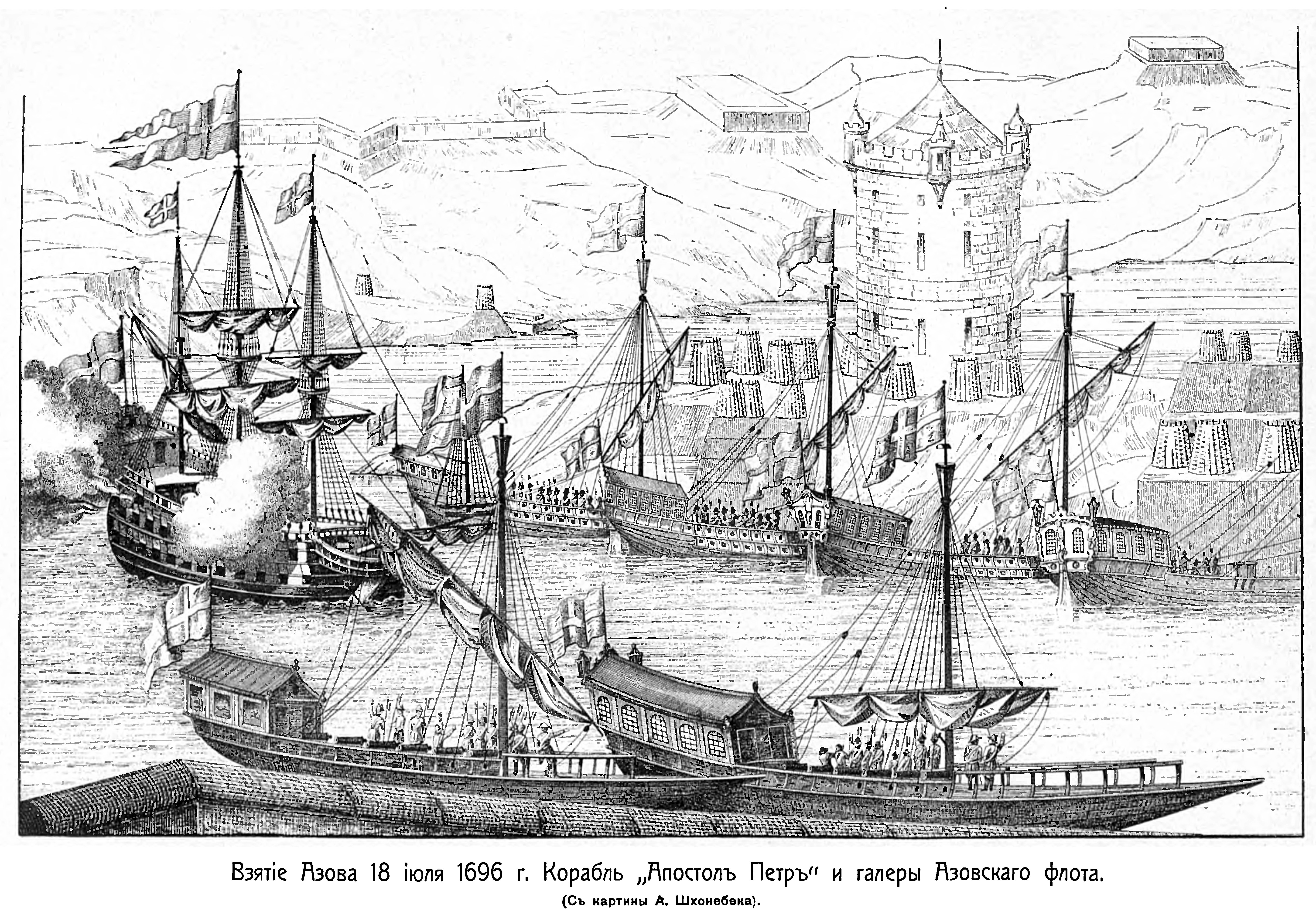
Осада Азова в 1696 году. 1700
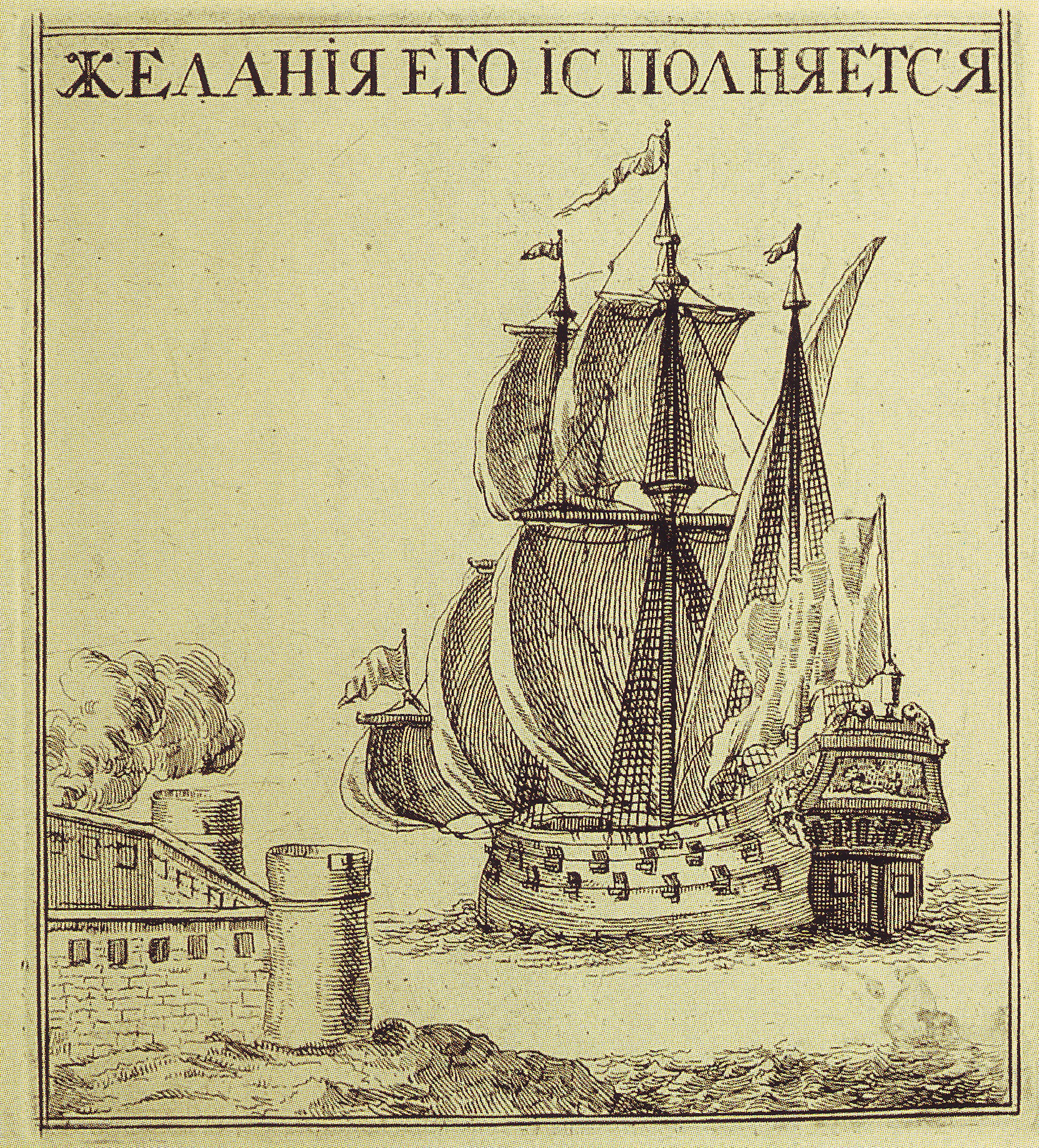
Корабль «Крепость». Транспарант для фейерверка. До 1705